# Úvěr
Úvěr je podobně jako zápůjčka formou dočasného poskytnutí peněžních prostředků úvěrujícím na principu návratnosti úvěrovanému (podle obecné terminologie věřitel a dlužník), který je ochoten za tuto půjčku po uplynutí nebo ještě v průběhu doby splatnosti zaplatit určitý úrok. Funkcí úvěru je přerozdělování volných finančních prostředků a současně jimi banky ovlivňují množství peněz v oběhu. V podniku je to nejčastější cizí kapitálový zdroj. Kredit vzniklý bankovním úvěrem tvoří kolem 95 % oběživa prvního světa.
Poskytování úvěru patří mezi základní činnosti bank; je to hlavní položka jejich aktiv, která jim zajišťuje příjmy. Banky však nejsou jediné, kdo může úvěr poskytovat. Úvěry lze podmínit (tj. účelové úvěry), a to pořízením konkrétní věci, využitím určité služby atp. (řadí se sem např. hypoteční úvěry). Mezi poskytovatelem úvěru a cílovým klientem může figurovat i zprostředkovatel, který má za povinnost sjednat klientovi úvěr od investora (poskytovatele). Tento prostředník pracuje obvykle za úplatu.

## Smlouva o úvěru
Úvěrový vztah mezi úvěrující bankou (či případným jiným poskytovatelem) a úvěrovanou osobou vznikne uzavřením smlouvy o úvěru. U obvyklých úvěrů jsou podmínky, které musí žadatel o úvěr splnit, standardizované a odvíjejí se od toho, zdali se jedná o fyzickou či právnickou osobu (u fyzických osob jsou jednodušší, neboť se nejedná o velké sumy a navíc těchto úvěrů se poskytuje mnoho[zdroj?]). Banka si například zjistí u klienta jeho osobní údaje a finanční situaci. U právnických osob se také analyzuje podíl vlastního a cizího kapitálu ve firmě, zkoumá se podíl krátkodobých, střednědobých i dlouhodobých zdrojů. Nakonec je pak proveden tzv. přepočet bonity, tj. přepočtou se různé analýzy (likvidity, bonity, rentability aj.), ten se srovná s ostatními výsledky a poskytovatel se rozhodne, zdali může bezpečně úvěr poskytnout. V rozhodování se kromě již provedené analýzy klienta zohledňuje také i teritoriální příslušnost klienta[zdroj?] a další kritéria. Po sepsání a podpisu smlouvy pak může klient čerpat úvěr podle uvedených podmínek. Poskytovatel úvěru sleduje plnění těchto podmínek.
Smlouva o úvěru je v českém právu upravena v § 2395–2400 občanského zákoníku a platí jak pro podnikatele, tak pro nepodnikající osoby. Nedohodne-li se úvěrující a úvěrovaný jinak, musí být peněžní prostředky vráceny i spolu s úrokem v měně, v jaké byly poskytnuty. Také lhůta jak pro poskytnutí, tak pro vrácení úvěru je předmětem vzájemné dohody, není-li nic smluveno, je třeba peníze poskytnout bez zbytečného odkladu a vrátit do jednoho měsíce od žádosti o jejich vrácení. Vrácení je možné i před uplynutím smluvené doby, přičemž úroky se platí vždy jen za skutečnou dobu půjčení. Úvěr lze vázat i na určitý účel, jestliže jej ale v takovém případě úvěrovaná osoba použije na něco jiného, může úvěrující chtít peníze včetně úroků okamžitě zpátky.

## Druhy úvěru
V České republice existují základní dva druhy úvěrů. Prvním jsou bankovní úvěry, které poskytují bankovní instituce. Dohled nad bankovními úvěry provádí Česká národní banka. Bankovní úvěry mají větší požadavky na bonitu klienta a zajištění úvěru a naopak jsou výhodnější, co se týče úrokových sazeb. Druhým typem úvěrů jsou nebankovní, které může žadatel získat jak od společností, které se jejich poskytováním zabývají primárně, tak od dalších právnických osob i fyzických osob, pokud se jedná přímo o investory. Dohled nad nebankovními úvěry provádí Česká obchodní inspekce. Výhoda nebankovních úvěrů spočívá v menší náročnosti na bonitu klienta a zajištění úvěru – malé krátkodobé půjčky jsou poskytovány bez ručitele a požadavku na příjem. Naopak mezi nevýhody nebankovních úvěrů patří vyšší úroková sazba a důraz na včasné splácení.
Úvěry lze také odlišovat podle toho, komu se poskytují: podnikatelské, mezibankovní, pro občany, úvěry státům, obcím či jiným samosprávným korporacím. Lze je odlišovat i podle měny, ve které byly poskytnuty, na úvěry v domácí nebo cizí měně (devizové). Podle doby, na kterou se poskytují, se rozlišují úvěry krátkodobé (splatné do 1 roku), střednědobé úvěry (splatné 1–4 roky) a dlouhodobé (splatné nad 4 roky).
Druhy úvěru podle formy poskytnutí a splácení:
- Zbožové úvěry – poskytnuté a splácené ve zboží
- Obchodní úvěry – poskytnuté ve zboží a splácené v penězích
- Revolvingové úvěry – úvěry, kde postupné splácení ovlivňuje možnost opětovného čerpání
- Pronájem placený dopředu nebo předplatné – poskytnut v penězích a splácen ve zboží nebo službách
- Peněžní úvěry – skutečné poskytnutí peněz, i když nejčastěji v bezhotovostní podobě.
  - Kontokorentní úvěr
  - Provozní úvěr
  - Investiční úvěr
  - Eskontní úvěr
  - Hypotéční úvěr
  - Spotřebitelský úvěr
- Závazkové úvěry a závazky – ručení banky za svého klienta a případné zaplacení jeho závazku.
  - Akceptační úvěr
  - Avalový úvěr
  - Bankovní záruka
- Alternativní formy financování – klient získává finanční prostředky za určitých specifických podmínek
  - Faktoring
  - Forfaiting
  - Leasing

Podle účelu, na který se poskytují, se nakonec liší úvěry účelové a neúčelové. Účelové úvěry (je konkrétně vymezeno, na co bude úvěr použit) financují konkrétní potřebu klienta (může mezi ně patřit úvěr na automobil, úvěr na vybavení bytu, vybavení provozovny…). Účelové úvěry se více používají u podnikatelů, spadají sem i hypoteční úvěry, které představují až 100 % ceny nemovitosti s dobou splatnosti až 40 let.
Mezi neúčelové úvěry patří např. kontokorentní úvěr (kontokorent). Poskytuje se k běžnému účtu a splácení probíhá jednoduše – na účet přichází prostředky a tím se úvěr platí. Mívá ovšem vyšší úrokovou sazbu. Dalšími neúčelovými úvěry jsou kreditní karty, které slouží k čerpání z úvěrového účtu, jenž se zřizuje samostatně a lze je získat i v bance, kde úvěrovaná osoba nemá svůj běžný účet. Úrokové sazby jsou také poměrně vysoké (pohybují se v sazbě 20–26 % p. a.). Na základě měsíčního vyúčtování je majitel karty povinen hradit minimální částku, uvedenou ve smlouvě (5–10 % z celkové dlužné částky). Vyšší splátky se mění podle toho, kolik činí aktuální výše dlužné částky. Osobní půjčky jsou určeny pro občany, nikoliv pro podnikatele. Většinou se nevyžaduje ručitel, ani jiné zajištění a peníze jsou klientovi vypláceny v hotovosti nebo na běžný účet. Osobní půjčky mají pevně stanovené měsíční splátky, dlužník je průběžně posílá na účet instituce, která mu je poskytla. Posledním zvláštním typem neúčelového úvěru je tzv. americká hypotéka, kde je úvěr zajištěn zástavou nemovitosti. Maximální výše tohoto úvěru může činit 70 % jeho odhadní ceny, doba splatnosti je 3–20 let a úroková sazba je vyšší než u běžných hypoték, ale nižší než u spotřebitelských úvěrů.

### Spotřebitelský úvěr
Právo poskytuje spotřebitelům zvláštní ochranu a tak např. byla zákonem o spotřebitelském úvěru tomu, kdo nabízí tzv. spotřebitelský úvěr, stanovena povinnost uvádět v mj. reklamě tyto informace:
- RPSN (roční procentní sazba nákladů),
- výpůjční úrokovou sazbu,
- celkovou výši úvěru,
- výši jednotlivých splátek,
- dobu trvání spotřebitelského úvěru,
- v případě spotřebitelského úvěru ve formě odložené platby za konkrétní zboží nebo službu jejich cenu a výši případné zálohy a
- informaci o povinnosti uzavřít smlouvu o doplňkové službě související s úvěrem.

## Zajištění úvěru
Úvěry mohou či nemusí být zajištěné. Jejich zajištění však zvyšuje věřiteli jistotu, že v případě problémů na straně dlužníka dostane pohledávané peníze zpět a nese s sebou zpravidla nižší úrok. Banka si může nechat prověřit bonitu klienta či stanovit úvěrům limity. U některých úvěrů tak dlužník ručí zastavením svého (většinou nemovitého) majetku bance (akcesorické zajištění), jindy například směnkou nebo uzavřeným životním pojištěním s případným plněním ve prospěch banky. V případě abstraktního zajištění přímá vazba mezi úvěrem a zajištěním neexistuje – v takovém případě se ale nejedná o konkrétní směnku, ale v podstatě jakoukoliv, která bance zajistí vrácení vlastních peněz.